# جاش گری (بازیکن فوتبال)
جاش گری (انگلیسی: Josh Gray؛ زادهٔ ۲۲ ژوئیهٔ ۱۹۹۱) بازیکن فوتبال اهل بریتانیا است.
از باشگاه‌هایی که در آن بازی کرده‌است می‌توان به باشگاه فوتبال بلیث اسپارتانس و باشگاه فوتبال دارلینگتون اشاره کرد.